# Мененкьово
Мененкьово е село в Южна България.
То се намира в община Белово, Област Пазарджик.

## География
Село Мененкьово е разположено в самото начало на Горнотракийска низина, в полите на Средна гора, недалече от Родопите и Рила планина. Близо до селото минава река Марица.

## История
На мястото на днешното село е имало много древни селища. Открити са тракийски находки. Най-старото име на селото е Манандлъ̀ (на турски: Manandalı, в превод „там където има бент“). Не се знае кога е възникнало сегашното селище, поради липсата на документация. По времето османското владичество тук е имало няколко турски, един арабски (местността „Арабската воденица“) и вероятно гръцки чифлик.

## Обществени институции
- Основно училище „Отец Паисий“, поща, църква, Здравна служба, детска градина, параклис в местността „Дъбето“, читалище „Кирил и Методий“. Футболен отбор „Марица Мененкьово“. Пенсионерски клуб.

## Редовни събития
Местните всяка година се събират по стар обичай на празника Трифон Зарезан на 14 февруари, като на този ден се извършва така на реченото „зарязване“ на лозите, след което се провежда конкурс за най-доброто произведено вино през годината. По-късно празника продължава с много песни и танци, надпиване с ракия и вино. Задължително във всяка къща се яде бабек.

## Инфраструктура
Намира се в близост до гара Белово, от където има връзка с железопътен транспорт, също така има и автобуси.

## Галерия
- Училището
- Здравпунктът
- Читалище „Св. Кирил и Методи“
- Църквата „Покров на Пресвета Богородица“